# برو إيفوليوشن سوكر 6
برو إيفوليوشن سوكر 6 (بالإنجليزية: Pro Evolution Soccer 6)‏ وهي لعبة فيديو لإكس بوكس 360 في اليابان وكوريا الجنوبية وتعرف بوينينغ إليفن 10 : برو إيفوليوشن سوكر في الولايات المتحدة هذه اللعبة مطورة ومنتجة من قبل شركة كونامي ونشرتها في بلاي ستيشن 2 وفي حاسوب شخصي ونينتندو دي إس وبلاي ستيشن بورتبل، أطلقت هذه اللعبة في 1 ديسمبر 2006 كإصدار سادس لسلسلة ألعاب برو إفولوشن سوكر في بلاي ستيشن 2 و الثانية في بلاي ستيشن بورتبل والرابعة على الحاسوب، في هذه اللعبة لم يسمح لأندية الدوري الألماني لعدم امتلاكها الرخصة وسمح فقط لنادي بايرن ميونخ مع زيهِ، في غلاف اللعبة تظهر صورة اللاعب أدريانو بزي منتخب البرازيل لكرة القدم مع جون تيري بزي منتخب إنجلترا لكرة القدم.

## وصلات خارجية
- Winning Eleven: Pro Evolution Soccer 2007 على موبي غيمز
- Winning Eleven: Pro Evolution Soccer 2007 (Nintendo DS) على موبي غيمز